# Agora S.A.
Agora S.A. ist eine der bedeutendsten Mediengruppen in Polen.
Die Gesellschaft hat ihren Sitz in Warschau und ist an der Warschauer Börse sowie an der Londoner Börse gelistet. Agora und das bekannteste Produkt die Tageszeitung Gazeta Wyborcza (Die Wahl-Zeitung) wurden am Vorabend der ersten teilweise freien Parlamentswahlen in Polen 1989 gegründet. Zum Unternehmen gehören Verlagsaktivitäten, unter anderem die Herausgabe der liberalen Tageszeitung Gazeta Wyborcza, von Anzeigenblättern, wie z. B. Metro und etlichen Zeitschriften. Über die Tochtergesellschaft AMS ist Agora einer der größten Außenwerber Polens.
Zur Gruppe gehören auch 29, zumeist lokale Radiosender, darunter Tok FM, Rock Radio, Radio Złote Przeboje und Blue FM. Seit einigen Jahren wird das Internetangebot intensiv ausgebaut. Neben den beiden großen Portalen mit eigenen Redaktionen (Nachrichtenportal Gazeta.pl und dem Unterhaltungs- und Medienstreamingportal Tuba.pl) gehören eine Reihe weiterer abhängiger Portale oder Subdomains, wie z. B. Aaaby.pl (von Gazeta.pl) oder Gazetawyborcza.pl (Internetauftritt der Tageszeitung) zum Portfolio.
Das Unternehmen betreibt die Stiftung Pro Publico Bono.

## Produkte
Zur Agora-Mediengruppe gehören (ganz oder über Beteiligungen) folgende Medien:
- Tageszeitungen
  - Gazeta Wyborcza (Tageszeitung, landesweit)
  - Metro, Gratiszeitung für die größten Städte in Polen
- Wochenzeitungen und -zeitschriften
  - 14 landesweite Zeitschriften
  - drei weitere regional verbreitete Gratiszeitungen
- Rundfunksender (die meisten in Zusammenarbeit mit tuba.pl)
  - Tok FM (Nachrichtensender mit weiteren Webradios auf tuba.pl)
  - Rock Radio (früher Roxy FM, Netzwerk von sieben regionalen Chart-/Hit-orientierten Radiosendern, dazu Internetradios auf der eigenen Website und weitere Internetsender auf tuba.pl)
  - Radio Złote Przeboje (Netzwerk von 19 regionalen Mainstream-CHR-orientierten Radiosendern, dazu Internetradios auf der eigenen Website und weitere Internetsender auf tuba.pl)
  - Radio Blue FM (Lokaler Radiosender in Posen)
- Internetportale
  - Gazeta.pl – Nachrichtenportal mit weiteren kleineren abhängigen Portalen wie z. B. Sport.pl, Polygamia.pl oder die eigenständig auftretenden Subdomains von Gazeta.pl
  - Tuba.pl – Dachmarke mehrerer Unterhaltungs- und Medienportale (Tuba.pl, Tuba.fm und Tuba.tv, dazu die Internetauftritte von Roxy FM und Złote Przeboje als Tuba-Subdomains)
- Sonstige Medienunternehmen
  - A2 Multimedia – Produktion und Distribution audiovisueller Medien für das Internet
  - Helios – eine Kette von 26 Kinos
  - AMS – Polnische Agentur für Außenwerbung
  - Ein Netzwerk von Druckereien für eigene und fremde Printmedien

## Geschichte

Logo vor 2025

Im Jahr 2005 gab Agora als Reaktion auf die erfolgreiche Einführung der Boulevardzeitung Fakt (Axel-Springer-Verlag) eine weitere Tageszeitung, Nowy Dzień, heraus. Dieser Titel musste jedoch wegen mangelnden Erfolges im Leser- wie Anzeigenmarkt nach wenigen Monaten wieder eingestellt werden.
Im Juni 2007 wurde mit dem Fernsehproduzenten ATM eine Gesellschaft gegründet, um Videoinhalte für das Internet zu produzieren. Im gleichen Jahr wurde auch Agora-Ukraina gegründet, um in der Ukraine als Verlag und im Internet tätig zu werden.

### Vorstandsvorsitzende
- Wanda Rapaczyńska (von 1998 bis 30. August 2007)[3]
- Marek Sowa (30. August 2007 bis 13. November 2008)[4]
- Piotr Niemczycki (seit dem 13. November 2008)[5]

## Agora Stiftung
2004 wurde die gemeinnützige Organisation die Agora Stiftung gegründet. Diese fokussiert ihre Arbeit auf die Mitorganisation und Finanzierung sozialer Maßnahmen, die von der Gazeta Wyborcza initiiert wurden. Diese Maßnahmen werden aus der jährlichen Mittelbeschaffung von einem Prozent finanziert, einem Steuerabzug, für den ein spezielles Unterkonto bei der Stiftung eingerichtet wurde. Seit 2017 ist die Agora Foundation auch Mitgliedsorganisation des Europäischen Pressepreises.